# Oleksandr Kravčenko
Oleksandr Kravčenko (in ucraino Олександр Кравченко?; 1º marzo 1975) è un pentatleta ucraino.

## Palmarès
In carriera ha conseguito i seguenti risultati:
- Europei

Sofia 2001: bronzo nel pentathlon moderno a squadre.